# Leghe di rame
Una lega di rame è una lega costituita da tale metallo in una percentuale non inferiore al 50%. Esistono quattro sottocategorie di leghe di rame: 
- leghe rame-zinco (ottone)
- leghe rame-zinco-nichel (alpacca)
- leghe rame-stagno (bronzo)

## Ottoni
Gli ottoni sono un insieme di leghe di rame con aggiunta di zinco tra il 5% e il 40%.
Sono suddivisibili in ulteriori due categorie: ottoni binari e speciali.

### Ottoni binari
Gli ottoni binari, in base alle caratteristiche, possono essere categorizzati in:
- Ottoni α (particolarmente plastici)
- Ottoni β

Vengono impiegati principalmente nel settore dell’elettronica,  nell'arredamento (lampadari, decorazioni, ecc.), nel settore militare (bossoli e armi da fuoco), nei trasporti (radiatori).

### Ottoni speciali
Negli ottoni speciali sono presenti anche altre sostanze rispetto allo zinco, questo modifica le caratteristiche dell’ottone binario permettendone l'utilizzo per varie applicazioni.
Tra i più comuni ricordiamo l’ottone al piombo, l'ottone all’alluminio resistente all’acqua salata e dolce, l’ottone al manganese, gli ottoni al nichel e gli ottoni al silicio.

## Cuproleghe
Contengono rame in percentuale pari o superiore al 50% ed elementi come stagno, zinco e argento.
Il nome delle cuproleghe si forma facendo seguire al prefisso cupro- il nome dell’elemento che le caratterizza: cupro-nichel, cupro-manganese e così via. 
La lega più utilizzata e conosciuta è il cuproalluminio, o anche bronzo d'alluminio. Tra le sue proprietà ricordiamo: 
- Buona malleabilità e duttilità;
- Elevata fusibilità e saldabilità;
- Elevata resistenza alla corrosione.